# Reign Over Me
Reign Over Me er en amerikansk dramafilm fra 2007, instrueret af Mike Binder. Hovedpersoner i filmen er Adam Sandler, Don Cheadle, Jada Pinkett Smith, Liv Tyler, Donald Sutherland, Saffron Burrows og Binder (instruktøren).

## Handling
Adam Sandler spiller en mand, som har mistet sin familie i terrorangrebet 11. september og endnu ikke er kommet sig over sin sorg. Han støder ind i sin værelseskammerat fra collegetiden, som nu er blevet tandlæge og er besluttet på at hjælpe ham med at håndtere tabet.